# Bobby Kimball
Pour les articles homonymes, voir Kimball.
Bobby Kimball est un chanteur et auteur-compositeur américain, né le 29 mars 1947 à Orange au Texas. Il est membre du groupe Toto de 1977 à 1984 et de 1998 à 2008.

## Biographie

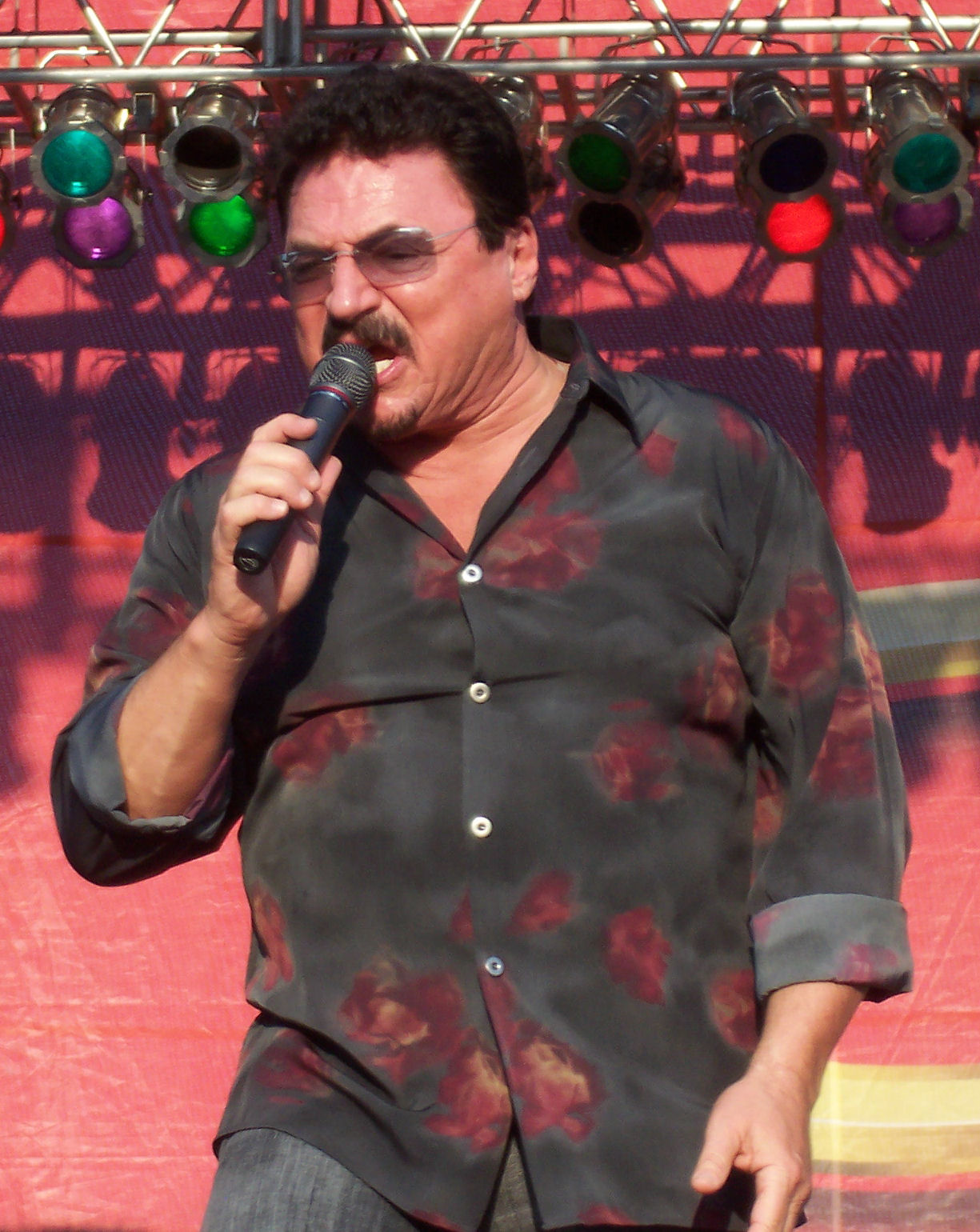
Bobby Kimball avec Toto en 2007

Robert Troy Kimball débute tôt la musique en chantant dès l'âge de 8 ans. Il joue d'abord avec un groupe nommé SS Fools puis rencontre David Paich, David Hungate et Jeff Porcaro, auxquels il se joint en 1978 pour devenir le chanteur principal du groupe qu'ils vont créer,Toto. Âgé d'une dizaine d'années de plus que les autres membres, il est le doyen de la formation.
En 1983, il  quitte le groupe qu'il réintégrera 16 ans plus tard pour l'album des vingt ans, Mindfields, sorti en 1999.
Il quitte à nouveau le groupe en 2008 à la suite de la tournée Falling in Between. Cette fois, son départ coïncide avec la dissolution du groupe qui se reformera deux ans plus tard sans lui.

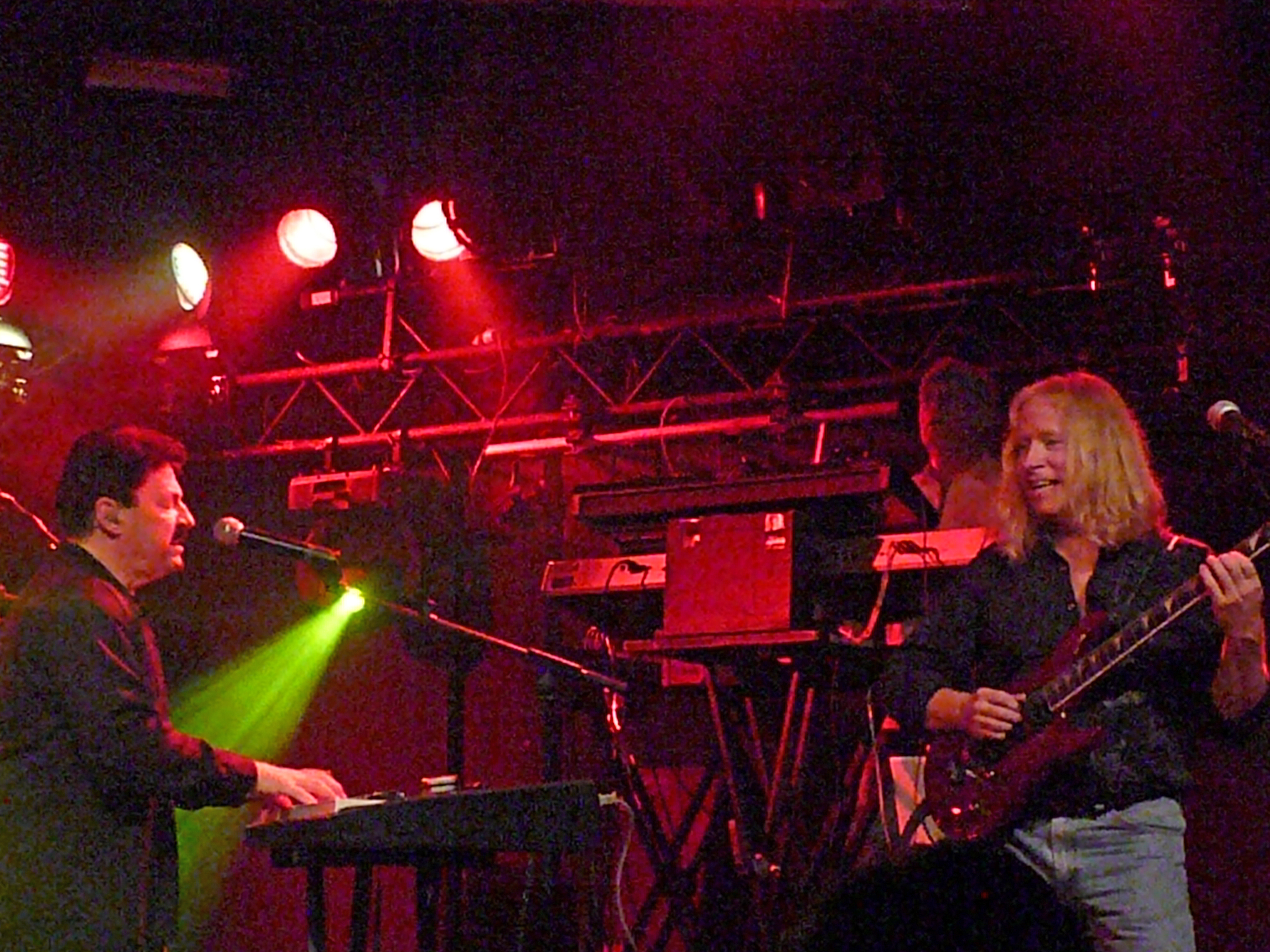
Yoso en concert en septembre 2010 à Luxembourg : Bobby Kimball, Tony Kaye et Johnny Bruhns

Bobby forme ensuite Yoso avec Billy Sherwood et Tony Kaye, de Yes : un unique album homonyme est produit en 2009, Elements. Au cours de la tournée qui suit, Yoso, en plus de jouer ses propres compositions, reprend des titres de Toto et de Yes, époques Kaye.
Occupé par sa carrière solo et ses concerts avec de nouveaux musiciens, il n'est pas rappelé par Toto pour la reformation en 2010. Le groupe lui préfère Joseph Williams, qui avait déjà été le chanteur principal du groupe de 1985 à 1989.
En 2011, il enregistre un album avec Jimi Jamison.

## Discographie

### En solo
- 1990 : Bobby Kimball — Frankfurt Rock Orchestra Plays Toto Classic Hits — album live de reprises de Toto
- 1993 : Bobby Kimball's 50th Anniversary Tribute to Ray Charles — album-hommage de reprises de Ray Charles avec le hr-Bigband de Francfort
- 1994 : Rise Up — album studio
- 1999 : All I Ever Needed — album studio
- 2016 : We're Not In Kansas Anymore — album studio
- 2017 : Mysterious Sessions — album de reprises de Toto et d'autres groupes et artistes

### S. S. Fools
- 1976 : S. S. Fools

### Toto
- 1978 : Toto
- 1979 : Hydra
- 1981 : Turn Back
- 1982 : Toto IV
- 1988 : Toto XX
- 1999 : Mindfields
- 1999 : Livefields
- 2002 : Through The Looking Glass
- 2003 : Live in Amsterdam
- 2006 : Falling in Between
- 2007 : Falling in Between Live

### Far Corporation
- 1985 : Division One
- 1994 : Solitude

### West Coast All Stars
- 1997 : California Dreamin'
- 1998 : Naturally

### Yoso
- 2010 : Elements

### Kimball/Jamison
- 2011 : Kimball Jamison